# Take the High Ground!
 Take The High Ground és una pel·lícula estatunidenca dirigida per Richard Brooks i estrenada el 1953.

## Argument[1]
Fill d'un desertor, el sergent Thorne Ryan, que s'ha cobert de glòria durant la guerra de Corea, agafa les regnes l'entrenament de joves reclutes. Home molt dur i intransigent, ha de fer front a l'odi de les seves tropes i del seu amic, el sergent Hotinent. Havent fet amistat amb de Julie Mollison, una noia del bar, fins i tot aquesta el rebutjarà per la seva conducta odiosa...

## Repartiment
- Richard Widmark: Sergent Thorne Ryan
- Karl Malden: Sergent Laverne Holt
- Elaine Stewart: Julie Mollison
- Carleton Carpenter: Merton 'Tex' Tolliver
- Russ Tamblyn: Paul Jamison
- Jerome Courtland: Elvin C. Carey
- Steve Forrest: Lobo Naglaski
- Robert Arthur: Donald Quentin Dover Iv
- William Hairston: Daniel Hazard
- Maurice Jara: Franklin D. No Bear
- Bert Freed: Sergent Vince Opperman
- Chris Warfield: un soldat